# Tournoi de tennis de Dortmund
Le tournoi de Dortmund (Allemagne) est un tournoi de tennis professionnel masculin du circuit World Championship Tennis.
La seule édition a été organisée en 1982 sur moquette en salle.

## Palmarès messieurs

### Simple
| No | Date       | Nom et lieu du tournoi | Catégorie | Dotation  | Surface         | Vainqueur     | Finaliste    | Score                   |  |
| -- | ---------- | ---------------------- | --------- | --------- | --------------- | ------------- | ------------ | ----------------------- |  |
| 1  | 15-11-1982 | Dortmund WCT, Dortmund |           | 300 000 $ | Moquette (int.) | Brian Teacher | Wojtek Fibak | 6-7, 6-4, 6-4, 2-6, 6-4 |  |

### Double
| No | Date       | Nom et lieu du tournoi | Catégorie | Dotation  | Surface         | Vainqueurs              | Finalistes                     | Score         |  |
| -- | ---------- | ---------------------- | --------- | --------- | --------------- | ----------------------- | ------------------------------ | ------------- |  |
| 1  | 15-11-1982 | Dortmund WCT, Dortmund |           | 300 000 $ | Moquette (int.) | Pavel Složil Tomáš Šmíd | Mike Cahill Francisco González | 6-2, 6-7, 6-1 |  |